# Left Outside Alone
Left Outside Alone - jest to pierwszy singel z trzeciej płyty popowo - rockowej piosenkarki, Anastacii o tytule Anastacia. Na ekrany stacji muzycznych trafił on 15 marca 2004 roku osiągając wysokie pozycje na listach m.in. w Australii (gdzie był drugim pod względem sprzedaży), Austrii, Argentynie, Finlandii, Grecji, Hiszpanii, Szwajcarii oraz we Włoszech. W USA "Left Outside Alone" był kolejnym sukcesem na liście Billboard, gdzie zajął wysokie miejsce w pozycji dobrze sprzedających się utworów. Utwór prawdopodobnie jest poświęcony ojcu Anastacii.

## Wideoklip
Teledysk został nakręcony w Kalifornii w 2004 roku przez Bryana Barbera. Obecnie istnieją trzy wersje wideoklipu. Najbardziej znaną wersją jest ta rozpoczynająca się ujęciem Anastacii na moście. Potem przemieszcza się ulicami, gdzie na słupach widać czerwone plakaty z jej wizerunkiem. Następnie wsiada do samochodu i odjeżdża. W międzyczasie śpiewa i ogląda w przednim lusterku samochód, który jedzie za nią i widzi siebie w innym obliczu całującą się z mężczyzną. Kiedy wysiada z wozu pojawia się scena, w której widoczni są jej fani tańczący do jej piosenki. Teledysk kończy się, kiedy Anastacia wchodzi do klubu i po odchyleniu zasłony na zewnątrz wypada olśniewające światło.
Druga wersja należy do Jason Nevis Global Club Edit. Od oryginalnego filmu różni się tym, iż w tle zamiast czerwonego plakatu widoczny jest niebieski (dlatego też "edycja" nazywana jest w Ameryce "the blue-poster version") oraz zmienione jest nieco zakończenie klipu.
Z 19 na 20 maja 2005 roku został nakręcony nowy klip do piosenki. Jego autorami byli David Lippman i Charles Mahling, a jego akcja odgrywała się w Los Angeles. W tej wersji Anastacia znajduje się w niby-zamku i śpiewa, leżąc na łóżku wśród świec.